# Asebeia
Asebeia (grec antic: ἀσέβεια) era un càrrec criminal a l'antiga Grècia contra la profanació. Segons el Diccionari Grec-Català, la paraula significa 'impietat', 'actes d'impietat'.
Es podia acusar un subjecte per la violació o l'entrebanc de les cerimònies del culte públic, o si donava mostres d'allò que en temps moderns s'anomenaria heterodòxia o heretgia. Dins del primer cas hi entrava l'ocupació de terrenys consagrats, el saqueig o altres danys als temples, la violació del dret d'asil, la interrupció de sacrificis i festivals, la mutilació de les estàtues dels déus, la introducció de divinitats no reconegudes per l'estat i altres transgressions especialment definides per les lleis sagrades de l'Àtica, com ara interrompre o assistir a una celebració dels misteris d'Eleusis sense autorització i divulgar-ne els secrets als no iniciats. Tallar o trencar les oliveres sagrades o col·locar una branca de suplicant (ἱκετηρία) en un altar particular en un moment impropi. També castigava l'oferiment d'un sacrifici sense seguir adequadament els ritus prescrits.
Protàgores va ser exiliat, segons Diògenes Laerci, per escriure «que no podia saber si els déus existien o no». Anaxàgores va ser perseguit per impugnar les opinions que tothom tenia sobre el sol. Alcibíades va ser perseguit i condemnat a mort acusat de la mutilació dels hermai, o estàtues fàl·liques d'Hermes. També es va condemnar Sòcrates per no considerar divins els objectes del culte públic, diu Xenofont.
Qualsevol ciutadà podia presentar aquesta acusació (ἀσεβείας γραφή) a l'Arcont basileu. No existia un text legal que definís els càrrecs ni quins procediments s'havien de dur a terme en cas d'asebeia, però diversos autors parlen d'aquesta acusació i de les penes que s'imposaven, com ara Plutarc, Polibi, Demòstenes i Aristòtil.
Els judicis eren públics i tenien dues parts. Primer s'establia per votació si s'havia de declarar culpable a l'acusat. Si era declarat culpable, com que les lleis no prescrivien una pena fixa, els jutges, en un segon pas, decidien quin càstig era l'adequat. Les penes conegudes eren, les multes, l'exili, la mort, la confiscació dels béns i l'atimia, o privació de drets civils. La pena de mort era la sentència més freqüent. Si l'acusat era declarat innocent, l'acusador podia haver de pagar una multa de fins a mil dracmes.